# Хроники мутантов
«Хроники мутантов» (англ. Mutant Chronicles) — фантастический фильм режиссёра Саймона Хантера по мотивам одноимённой настольной ролевой игры.

## Сюжет
На исходе ледниковой эпохи на Землю из глубин космоса упала Машина, превращающая людей в зомбиобразных мутантов. Воин Нагдан, объединив древние племена людей, повёл их на битву с врагом, и лишь с большим трудом, и огромными потерями, сумел нейтрализовать механизм и похоронить его глубоко под землей на территории древней Польши, запечатав вход в туннель, ведущий к Машине. Нагдан и его последователи, выжившие в той битве, объединились в Братство, и поселившись в монастыре, в горах Восточной Европы, поклялись сделать всё, чтобы тот кошмар никогда не повторился. Люди забыли о Машине до 2707 года, когда планета оказалась разделенной между четырьмя корпорациями: Капитолий (Европа и Америка), Баухаус (Россия и Ближний Восток), Мисима (Япония и вся Восточная Азия), Империал (Африка и Австралия). Артиллерийская перестрелка во время битвы между армиями корпораций Капитолий и Баухаус разрушает Великую печать, активизирует Машину, и Землю вновь наводняют мутанты. Даже объединённая мощь армий всех четырёх Корпораций бессильна против нового врага. Корпорации готовят план эвакуации землян на другие планеты. Однако Братство, которое всё это время хранило знания о Машине, знает путь освобождения — избранные воины должны пройти тропой Нагдана и уничтожить Машину. Интернациональный спецназ, собранный из солдат разных континентов, отправляется на ликвидацию Машины.

## В ролях
- Томас Джейн — сержант Джон Митчелл Хантер (Капитолий)
- Рон Перлман — Самюэль (настоятель Братства)
- Девон Аоки — капрал Валери Шенуа Дюваль (Мисима)
- Бенно Фюрман — лейтенант Максимилиан фон Штайнер (Баухаус)
- Шон Пертви — капитан Нейтан Уильям Рукер (офицер Капитолия)
- Джон Малкович — Константин (лидер Капитолия)
- Анна Уолтон — Севериан (монахиня Братства)
- Луис Эчегарай — капрал Хесус Де Баррера (Капитолий)
- Том Ву — капрал Ким Ву (Мисима)
- Стив Туссен — капитан Джон Патрик МакГуайр (Империал)
- Шона Макдональд — Аделаида, жена Нейтана
- Прас Мишель — капитан транспортного судна Майклс
- Кристофер Адамсон — Ходж, старший помощник на транспортном судне
- Роджер Эштон-Гриффитс — монах-учёный (Братство)
- Кёртис Волкер — толстый солдат, грабивший беженцев (Империал)

## Сходства и отличия с настольной игрой
За основу фильма был взят сеттинг настольной игры The Mutant Chronicles.

### Сходства
Название корпораций, главные герои (Митч Хантер и Макс Штайнер), открытие печати, некромутанты, братство, стим-панк.

### Различия
Хотя основной сюжет был перенесен без изменений, однако вселенная Хроник Мутантов предполагала в качестве боевой зоны не только Землю. Так, по сюжету сеттинга, человечество истратило все полезные ресурсы и загрязнило землю, что послужило толчком к колонизации других планет. Печать была сорвана на Плутоне отрядом конкистадоров Империала, битвы проходили на Марсе, Венере, Луне, Земле, астероидах.
В сеттинге некромутанты были лишь одними из бойцов Чёрного Легиона (Легион главный противник человечества состоял из демонов, зомби, еретиков им поклоняющихся). В фильме в качестве основных врагов представлены некромутанты.
В сеттинге было девять фракций. В фильме только пять.

## История создания
Вскоре после создания настольной игры было принято решение о создании фильма. Первоначально фильм должен был строиться исключительно вокруг сеттинга, однако в связи с финансовыми трудностями компании Target Games производство фильма решили закрыть.
В 2005 году Саймон Хантер снимает короткий ролик на тему «Хроник Мутантов», где были использованы только несколько актёров и зелёный фон для спецэффектов. В качестве сюжета взяли одну из предполагаемых битв объединённых армий корпораций против Некромутантов. Данный ролик можно посмотреть на официальном сайте фильма. В дальнейшем стиль персонажей и общий антураж данного ролика выбрали для создания атмосферы фильма.
Первоначально режиссёрское кресло предложили занять Джону Карпентеру, однако он отказался.